# Ougra
L'Ougra (en russe : Угра) est une rivière de Russie et un affluent de l'Oka en rive gauche, dans le bassin hydrographique de la Volga.

## Géographie
L'Ougra est longue de 399 km et draine un bassin de 15 700 km2. Elle arrose les oblasts de Smolensk et de Kalouga.
La rivière est prise par les glaces depuis fin novembre - parfois seulement début janvier - jusque fin mars-début avril.

Elle se jette dans l'Oka en rive gauche, un peu en amont de la ville de Kalouga.

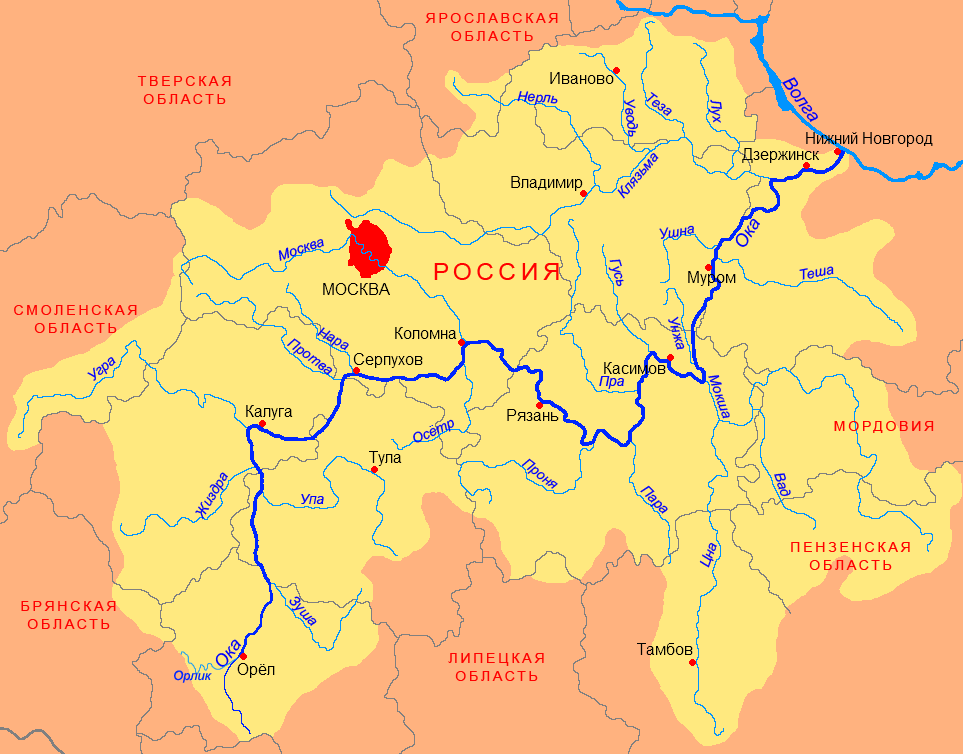
Carte du bassin de l'Oka, avec l'Ougra (Угра) à l'ouest.

## Histoire
La rivière Ougra est connue par la grande halte sur la rivière Ougra. En 1480, une armée russe conduite par Ivan III de Russie et l'armée tatare d'Ahmat Khan se firent face, chacune sur une rive, sans s'attaquer. Finalement, les Tatars se retirèrent, ce qui marqua la fin de la domination tataro-mongole sur la principauté de Moscou.

## Hydrométrie - Les débits à Tovarkovo
Le débit de l'Ougra a été observé sur une période de 50 ans (durant les années 1929-1985), à Tovarkovo, localité située à une trentaine de kilomètres en amont de sa confluence avec l'Oka . 
L'Ougra est une rivière assez abondante. Le module de la rivière à Tovarkovo est de 87,6 m3/s pour une surface prise en compte de 15 300 km2, ce qui correspond à la presque totalité du bassin versant de la rivière qui en compte 15 700. La lame d'eau écoulée dans ce bassin se monte ainsi à 181 millimètres annuellement. 
L'Ougra présente des fluctuations saisonnières de débit élevées. Les crues se déroulent au printemps, de fin mars à début mai (avec un important maximum en avril) et résultent de la fonte des neiges. Dès le mois de mai, le débit diminue rapidement ce qui mène aux basses eaux d'été (minimum en août). Une deuxième période de crue, beaucoup moins importante que la première se déroule en automne (maximum en novembre) sous l'effet des précipitations de la saison. Puis survient l'hiver russe et ses importantes gelées ; la rivière atteint alors son minimum d'hiver, ou étiage, période allant de janvier à début mars. 
Le débit moyen mensuel observé en février (minimum d'étiage) atteint 33,0 m3/s, soit moins de 8 % du débit moyen du mois de juin (455 m3/s), ce qui illustre l'amplitude élevée des variations saisonnières. Sur la période d'observation de 50 ans, le débit mensuel minimal a été de 15,8 m3/s en janvier 1940, tandis que le débit mensuel maximal s'est élevé à 1 260 m3/s en avril 1970.